# Легка атлетика на літніх Олімпійських іграх 2008 — метання списа (чоловіки)
Змагання з метання списа серед чоловіків на літніх Олімпійських іграх 2008 року у Пекіні проходили 21 серпня (кваліфікація) і 23 серпня (фінал) на Пекінському національному стадіоні.

## Медалісти
| Золото                         | Срібло                  | Бронза                     |
| Андреас Торкільдсен · Норвегія | Айнарс Ковальс · Латвія | Теро Піткямякі · Фінляндія |

## Кваліфікація учасників
Національний олімпійський комітет (НОК) кожної країни мав право заявити для участі у змаганнях не більше трьох спортсменів, які виконали норматив А (81,80 м) у кваліфікаційний період з 1 січня 2007 року по 23 липня 2008 року. Також НОК міг заявити не більше одного спортсмена з тих, хто виконав норматив В (77,80 м) за той же період. Кваліфікаційні нормативи були встановлені ІААФ.

## Рекорди
| Дані наведено на початок Олімпійських ігор.       | Дані наведено на початок Олімпійських ігор. | Дані наведено на початок Олімпійських ігор. | Дані наведено на початок Олімпійських ігор. | Дані наведено на початок Олімпійських ігор. |
| ------------------------------------------------- | ------------------------------------------- | ------------------------------------------- | ------------------------------------------- | ------------------------------------------- |
| Світовий рекорд                                   | Ян Железний (Чехія)                         | 98,48 м                                     | 25 травня 1996                              | Єна, Німеччина                              |
| Олімпійський рекорд                               | Ян Железний (Чехія)                         | 90,17 м                                     | 23 вересня 2000                             | Сідней, Австралія                           |
| За підсумками змагань побито олімпійський рекорд. |                                             |                                             |                                             |                                             |
| Олімпійський рекорд                               | Андреас Торкільдсен (Норвегія)              | 90,57 м                                     | 23 серпня 2008                              | Пекін, Китай                                |

## Змагання
Для потрапляння у фінал спортсменам необхідно у кваліфікації показати результат не гірший за 82,50 м. У фінал потрапляють мінімум 12 атлетів. Якщо кількість виконали кваліфікацію більше, то у фінал потрапляють всі спортсмени, що виконали кваліфікацію. У тому випадку, якщо кількість атлетів, що виконали кваліфікацію, менш як 12, то спортсмени відбираються у фінал за найкращим результатом.
Результати вказано у метрах. Також використані такі скорочення:
| - Q — виконаний кваліфікаційний норматив - q — кваліфікований за найкращим результатом серед атлетів, що не виконали кваліфікаційний норматив - OR — олімпійський рекорд - SB — найкращий результат у сезоні - PB — найкращий результат у кар'єрі - NM — немає жодної залікової спроби - Х — не залікова спроба |

### Кваліфікація

#### Група А
21 серпня 2008 — 10:10
| Місце | Спортсмен             | Країна     | 1     | 2     | 3     | Результат | Примітки |
| ----- | --------------------- | ---------- | ----- | ----- | ----- | --------- | -------- |
| 1.    | Скотт Расселл         | Канада     | 80,42 | х     | х     | 80,42     | q        |
| 2.    | Айнарс Ковальс        | Латвія     | х     | х     | 80,15 | 80,15     | q        |
| 3.    | Володимир Козлов      | Білорусь   | 77,07 | 80,06 | 78,41 | 80,06     | q        |
| 4.    | Теему Вірккала        | Фінляндія  | 79,79 | 78,89 | 75,81 | 79,79     | q        |
| 5.    | Джаррод Банністер     | Австралія  | 79,79 | х     | 77,40 | 79,79     | q        |
| 6.    | Магнус Арвідссон      | Швеція     | 79,70 | 75,35 | 76,07 | 79,70     | q        |
| 7.    | Ерік Рагс             | Латвія     | 79,33 | х     | 77,97 | 79,33     |          |
| 8.    | Юкіфумі Муракамі      | Японія     | х     | 78,21 | 76,29 | 78,21     |          |
| 9.    | Ігор Янік             | Польща     | 71,43 | 67,59 | 77,63 | 77,63     |          |
| 10.   | Пак Чжа Мен           | Корея      | 76,63 | 75,61 | 74,25 | 76,63     |          |
| 11.   | Джон Роберт Остхейзен | ПАР        | х     | 74,55 | 76,16 | 76,16     |          |
| 12.   | Бро Грір              | США        | 73,68 | х     | х     | 73,68     |          |
| 13.   | Ігнасіо Гуерра        | Чилі       | 71,07 | 71,35 | 73,03 | 73,03     |          |
| 14.   | Сергій Макаров        | Росія      | х     | х     | 72,47 | 72,47     |          |
| 15.   | Аньєр Боуе            | Куба       | 71,29 | 71,85 | х     | 71,85     |          |
| 16.   | Віктор Фатеха         | Парагвай   | 70,59 | 71,58 | 68,79 | 71,58     |          |
| 17.   | Штефан Штединг        | Німеччина  | х     | 70,05 | х     | 70,05     |          |
| 18.   | Бобур Шокіренов       | Узбекистан | 69,54 | 66,29 | 68,29 | 69,54     |          |
| 19.   | Чонгор Олтін          | Угорщина   | х     | х     | х     | NM        |          |

#### Група B
21 серпня 2008 — 11:40
| Місце | Спортсмен              | Країна        | 1     | 2     | 3     | Результат | Примітки |
| ----- | ---------------------- | ------------- | ----- | ----- | ----- | --------- | -------- |
| 1.    | Вадим Василевський     | Латвія        | 83,51 | -     | -     | 83,51     | Q        |
| 2.    | Ілля Коротков          | Росія         | 79,13 | 83,33 | -     | 83,33     | Q        |
| 3.    | Теро Піткямякі         | Фінляндія     | х     | 82,61 | -     | 82,61     | Q        |
| 4.    | Теро Ярвенпяя          | Фінляндія     | 77,76 | 82,34 | х     | 82,34     | q        |
| 5.    | Вітєзслав Весели       | Чехія         | х     | 78,93 | 81,20 | 81,20     | q, PB    |
| 6.    | Андреас Торкільдсен    | Норвегія      | 79,85 | х     | х     | 79,85     | q        |
| 7.    | Олександр Іванов       | Росія         | 75,73 | 73,89 | 79,27 | 79,27     |          |
| 8.    | Лі Сміт                | США           | х     | 74,18 | 76,55 | 76,55     |          |
| 9.    | Стюарт Фаркухара       | Нова Зеландія | 76,14 | 75,51 | 73,87 | 76,14     |          |
| 10.   | Міхкель Кукк           | Естонія       | 63,42 | 70,55 | 75,56 | 75,56     |          |
| 11.   | Ци Чень                | Китай         | 73,50 | х     | х     | 73,50     |          |
| 12.   | Майк Хейзл             | США           | х     | 72,75 | 71,69 | 72,75     |          |
| 13.   | Іоанніс-Іеріос Смаліос | Греція        | х     | 71,87 | 67,39 | 71,87     |          |
| 14.   | Роман Авраменко        | Україна       | 71,64 | 70,68 | 71,10 | 71,64     |          |
| 15.   | Матія Кранічу          | Словенія      | 71,00 | х     | х     | 71,00     |          |
| 16.   | Пабло Пітробелі        | Аргентина     | 58,04 | 66,95 | 69,09 | 69,09     |          |
| 17.   | Олександр Вівег        | Німеччина     | 67,49 | 66,37 | 67,39 | 67,49     |          |
| 18.   | Коля Нешев             | Болгарія      | 66,00 | х     | х     | 66,00     |          |
| 19.   | Мелік Джаноян          | Вірменія      | х     | х     | 64,47 | 64,47     |          |

### Фінал
23 серпня 2008 — 19:10
| Місце | Спортсмен           | Країна    | 1     | 2     | 3     | 4     | 5     | 6        | Результат | Примітки |
| ----- | ------------------- | --------- | ----- | ----- | ----- | ----- | ----- | -------- | --------- | -------- |
| 1.    | Андреас Торкільдсен | Норвегія  | 84,72 | 85,91 | 87,93 | 85,13 | 90,57 | х        | 90,57     | OR       |
| 2.    | Айнарс Ковалс       | Латвія    | 79,45 | 82,63 | 82,28 | 78,98 | 80,65 | '86,64 ' | 86,64     | PB       |
| 3.    | Теро Піткямякі      | Фінляндія | 83,75 | х     | 80,69 | 85,83 | х     | '86,16 ' | 86,16     |          |
| 4.    | Теро Ярвенпяя       | Фінляндія | 83,95 | х     | х     | х     | х     | 83,63    | 83,95     |          |
| 5.    | Теему Вірккала      | Фінляндія | х     | 73,90 | 83,46 | х     | х     | 78,23    | 83,46     |          |
| 6.    | Джаррод Банністер   | Австралія | 83,45 | 80,59 | 82,20 | х     | х     | х        | 83,45     |          |
| 7.    | Ілля Коротков       | Росія     | 82,54 | х     | 76,84 | 82,15 | х     | '83,15 ' | 83,15     |          |
| 8.    | Володимир Козлов    | Білорусь  | 82,06 | 77,57 | 74,09 | х     | х     | 75,36    | 82,06     | PB       |
|       |                     |           |       |       |       |       |       |          |           |          |
| 9.    | Вадим Василевський  | Латвія    | 76,75 | х     | 81,32 |       |       |          | 81,32     |          |
| 10.   | Скотт Расселл       | Канада    | 80,90 | 78,02 | х     |       |       |          | 80,90     |          |
| 11.   | Магнус Арвідссон    | Швеція    | 79,85 | 79,57 | 80,16 |       |       |          | 80,16     |          |
| 12.   | Вітєзслав Весели    | Чехія     | х     | х     | 76,76 |       |       |          | 76,76     |          |